# Motorola Mobility
Motorola Mobility, Inc. (NYSE MMI), anteriorment la divisió de dispositius mòbils de Motorola, Inc. fins al gener de 2011, és una empresa de comunicacions amb seu a Libertyville (Illinois), un suburbi de Chicago. La divisió de xarxes de Motorola (anomenada Secció de Comunicacions Personals –PCS en anglès– abans de 2004) va ser pionera als telèfons analògics amb el «StarTAC» a la dècada del 1990. Motorola tenia una posició de lideratge en el mercat de telefonia mòbil analògica, però va fracassar al nou mercat digital, cedint espai a rivals globals com Nokia i Samsung Electronics per saltar endavant.
Motorola va subir una gran crisi amb la seva divisió de telèfons mòbils. La quota al mercat mundial havia contínuament baixat; des d'un 8,7% el 2008 a només 4,5% el 2009, caient de la tercera a la quarta posició del mercat de smartphones. Per contrast, els rivals de Motorola van florir i per 2009, Samsung Electronics era el segon més gran fabricant de telèfons mòbils del món amb un 19,5% de la quota de mercat amb una altra multinacional sud-coreana, LG Electronics, al tercer lloc amb una quota d'un 10,1%. El 2010, la quota de mercat de Motorola havia caigut al setè lloc.
El 15 d'agost de 2011, Google va anunciar un acord per adquirir la companyia per 12,5 $ mil milions de dòlars (8,7 mil milions d'euros).
El 30 de gener del 2014, Google ha anunciat la venda de Motorola Mobility a l'empresa xinesa Lenovo per 2,910 mil milions de dòlars (2,135 mil milions d'euros), però mantindrà les més de 14.000 patents de Motorola.